# Lista de episódios de The Flash
A seguir se apresenta a lista de episódios de The Flash, uma série de televisão de ação estadunidense desenvolvida por Greg Berlanti, Andrew Kreisberg e Geoff Johns, que vai ao ar na The CW. É baseado no personagem Barry Allen / Flash da DC Comics, um combatente do crime fantasiado com o poder de se mover a velocidades sobre-humanas. É um spin-off de Arrow, existindo no mesmo universo ficcional. A série segue Barry Allen, interpretado por Grant Gustin, um investigador forense de cena de crime que ganha velocidade sobre-humana, que usa para lutar contra criminosos, incluindo outros que também ganharam habilidades sobre-humanas.
Em 20 de Julho de 2021, 151 episódios de The Flash foram ao ar, concluindo a sétima temporada. a série foi renovada para uma oitava temporada, prevista para estrear em Novembro de 2021.

## Resumo
| Temporada | Temporada | Episódios | Episódios | Originalmente exibido  | Originalmente exibido | Nielsen ratings | Nielsen ratings                       |
| Temporada | Temporada | Episódios | Episódios | Estreia da temporada   | Final da temporada    | Rank            | Média de telespectadores (em milhões) |
| --------- | --------- | --------- | --------- | ---------------------- | --------------------- | --------------- | ------------------------------------- |
|           | 1         | 23        | 23        | 7 de outubro de 2014   | 19 de maio de 2015    | 118             | 4.62                                  |
|           | 2         | 23        | 23        | 6 de outubro de 2015   | 24 de maio de 2016    | 112             | 4.25                                  |
|           | 3         | 23        | 23        | 4 de outubro de 2016   | 23 de maio de 2017    | 120             | 3.50                                  |
|           | 4         | 23        | 23        | 10 de outubro de 2017  | 22 de maio de 2018    | 151             | 3.04                                  |
|           | 5         | 22        | 22        | 9 de outubro de 2018   | 14 de maio de 2019    | 153             | 2.43                                  |
|           | 6         | 19        | 19        | 8 de outubro de 2019   | 12 de maio de 2020    | 113             | 2.23                                  |
|           | 7         | 18        | 18        | 2 de março de 2021     | 20 de julho de 2021   | TBA             | TBA                                   |
|           | 8         | 20        | 20        | 16 de novembro de 2021 | 29 de junho de 2022   | 122             | 1.04                                  |
|           | 9         | 13        | 13        | 8 de fevereiro de 2023 | 24 de maio de 2023    | 114             | 0.86                                  |

## Episódios

### 1.ª temporada (2014–15)
| N.º na série | N.º na temp. | Título                                                           | Dirigido por      | Escrito por                                                                                                | Exibição original       | Audiência (milhões) |
| ------------ | ------------ | ---------------------------------------------------------------- | ----------------- | --- | ----------------------- | ------------------- |
| 1            | 1            | "Pilot" "(Piloto)" (BR)                                          | David Nutter      | História por : Greg Berlanti & Andrew Kreisberg & Geoff Johns Roteiro por : Andrew Kreisberg & Geoff Johns | 7 de outubro de 2014    | 4.83                |
| 2            | 2            | "Fastest Man Alive" "(O Homem Mais Rápido Vivo)" (BR)            | David Nutter      | História por : Greg Berlanti & Andrew Kreisberg Roteiro por : Andrew Kreisberg & Geoff Johns               | 14 de outubro de 2014   | 4.27                |
| 3            | 3            | "Things You Can't Outrun" "(O Que Não Dá Para Ultrapassar)" (BR) | Jesse Warn        | Alison Schapker & Grainne Godfree                                                                          | 21 de outubro de 2014   | 3.59                |
| 4            | 4            | "Going Rogue" "(Trapaceando)" (BR)                               | Glen Winter       | Geoff Johns & Kai Yu Wu                                                                                    | 28 de outubro de 2014   | 3.53                |
| 5            | 5            | "Plastique" "(Plástico)" (BR)                                    | Dermott Downs     | Aaron Helbing & Todd Helbing & Brooke Eikmeier                                                             | 11 de novembro de 2014  | 3.46                |
| 6            | 6            | "The Flash Is Born" "(O Surgimento do Flash)" (BR)               | Millicent Shelton | Jaime Paglia & Chris Hafferty                                                                              | 18 de novembro de 2014  | 3.73                |
| 7            | 7            | "Power Outage" "(Queda de Energia)" (BR)                         | Larry Shaw        | Alison Schapker & Grainne Godfree                                                                          | 25 de novembro de 2014  | 3.47                |
| 8            | 8            | "Flash vs. Arrow" "(Flash vs. Arqueiro)" (BR)                    | Glen Winter       | História por : Greg Berlanti & Andrew Kreisberg Roteiro por : Ben Sokolowski & Brooke Eikmeier             | 2 de dezembro de 2014   | 4.34                |
| 9            | 9            | "The Man in the Yellow Suit" "(O Homem na Roupa Amarela)" (BR)   | Ralph Hemecker    | Todd Helbing & Aaron Helbing                                                                               | 9 de dezembro de 2014   | 4.66                |
| 10           | 10           | "Revenge of the Rogues" "(A Vingança dos Trapaceiros)" (BR)      | Nick Copus        | Kai Yu Wu & Geoff Johns                                                                                    | 20 de janeiro de 2015   | 3.87                |
| 11           | 11           | "The Sound and the Fury" "(O Som e a Fúria)" (BR)                | John F. Showalter | Alison Schapker & Brooke Eikmeier                                                                          | 27 de janeiro de 2015   | 4.08                |
| 12           | 12           | "Crazy for You" "(Louco por Você)" (BR)                          | Rob Hardy         | Aaron Helbing & Todd Helbing                                                                               | 3 de fevereiro de 2015  | 3.60                |
| 13           | 13           | "The Nuclear Man" "(O Homem Nuclear)" (BR)                       | Glen Winter       | Andrew Kreisberg & Katherine Walczak                                                                       | 10 de fevereiro de 2015 | 3.66                |
| 14           | 14           | "Fallout" "(Recaída)" (BR)                                       | Steve Surjik      | Keto Shimizu & Ben Sokolowski                                                                              | 17 de fevereiro de 2015 | 4.01                |
| 15           | 15           | "Out of Time" "(Fora do Tempo)" (BR)                             | Thor Freudenthal  | Todd Helbing & Aaron Helbing                                                                               | 17 de março de 2015     | 3.69                |
| 16           | 16           | "Rogue Time" "(Tempo Trapaceiro)" (BR)                           | John Behring      | História por : Grainne Godfree Roteiro por : Brooke Eikmeier & Kai Yu Wu                                   | 24 de março de 2015     | 3.33                |
| 17           | 17           | "Tricksters" "(Trapaceiros)" (BR)                                | Ralph Hemecker    | Andrew Kreisberg                                                                                           | 31 de março de 2015     | 3.67                |
| 18           | 18           | "All Star Team Up" "(Todo o Time Unido)" (BR)                    | Kevin Tancharoen  | Grainne Godfree & Kai Yu Wu                                                                                | 14 de abril de 2015     | 3.67                |
| 19           | 19           | "Who Is Harrison Wells?" "(Quem é Harrison Wells?)" (BR)         | Wendey Stanzler   | Ray Utarnachitt & Cortney Norris                                                                           | 21 de abril de 2015     | 3.75                |
| 20           | 20           | "The Trap" "(A Armadilha)" (BR)                                  | Steve Shill       | Alison Schapker & Brooke Eikmeier                                                                          | 28 de abril de 2015     | 3.93                |
| 21           | 21           | "Grodd Lives" "(As Vidas de Grodd)" (BR)                         | Dermott Downs     | Grainne Godfree & Kai Yu Wu                                                                                | 5 de maio de 2015       | 3.62                |
| 22           | 22           | "Rogue Air" "(Trapaça no Ar)" (BR)                               | Doug Aarniokoshi  | Aaron Helbing & Todd Helbing                                                                               | 12 de maio de 2015      | 3.65                |
| 23           | 23           | "Fast Enough" "(Rápido o Suficiente)" (BR)                       | Dermott Downs     | História por : Greg Berlanti & Andrew Kreisberg Roteiro por : Gabrielle Stanton & Andrew Kreisberg         | 19 de maio de 2015      | 3.87                |

### 2.ª temporada (2015–16)
| N.º na série | N.º na temp. | Título                                                                    | Dirigido por        | Escrito por                                                                                        | Exibição original       | Audiência (milhões) |
| ------------ | ------------ | ------------------------------------------------------------------------- | ------------------- | -------------------------------------------------------------------------------------------------- | ----------------------- | ------------------- |
| 24           | 1            | "The Man Who Saved Central City" "(O Homem Que Salvou Central City)" (BR) | Ralph Hemecker      | História por : Greg Berlanti & Andrew Kreisberg Roteiro por : Andrew Kreisberg & Gabrielle Stanton | 6 de outubro de 2015    | 3.58                |
| 25           | 2            | "Flash of Two Worlds" "(Flash de Dois Mundos)" (BR)                       | Jesse Warn          | Aaron Helbing & Todd Helbing                                                                       | 13 de outubro de 2015   | 3.49                |
| 26           | 3            | "Family of Rogues" "(Família de Trapaceiros)" (BR)                        | John F. Showalter   | Julian Meiojas & Katherine Walczak                                                                 | 20 de outubro de 2015   | 3.47                |
| 27           | 4            | "The Fury of Firestorm" "(A Fúria do Nuclear)" (BR)                       | Stefan Pleszczynski | Kai Yu Wu & Joe Peracchio                                                                          | 27 de outubro de 2015   | 3.43                |
| 28           | 5            | "The Darkness and the Light" "(A Escuridão e a Luz)" (BR)                 | Steve Shill         | Ben Sokolowski & Grainne Godfree                                                                   | 3 de novembro de 2015   | 3.87                |
| 29           | 6            | "Enter Zoom" "(Entre Zoom)" (BR)                                          | JJ Makaro           | Gabrielle Stanton & Brooke Eikmeier                                                                | 10 de novembro de 2015  | 3.63                |
| 30           | 7            | "Gorilla Warfare" "(A Guerra do Gorila)" (BR)                             | Dermott Downs       | Aaron Helbing & Todd Helbing                                                                       | 17 de novembro de 2015  | 3.46                |
| 31           | 8            | "Legends of Today" "(Lendas de Hoje)" (BR)                                | Ralph Hemecker      | História por : Greg Berlanti & Andrew Kreisberg Roteiro por : Aaron Helbing & Todd Helbing         | 1 de dezembro de 2015   | 3.94                |
| 32           | 9            | "Running to Stand Still" "(Correndo Para Ficar Parado)" (BR)              | Kevin Tancharoen    | Andrew Kreisberg                                                                                   | 8 de dezembro de 2015   | 3.55                |
| 33           | 10           | "Potential Energy" "(Energia Potencial)" (BR)                             | Rob Hardy           | Bryan Q. Miller                                                                                    | 19 de janeiro de 2016   | 3.41                |
| 34           | 11           | "The Reverse-Flash Returns" "(O Flash Reverso Retorna)" (BR)              | Michael A. Allowitz | Aaron Helbing & Todd Helbing                                                                       | 26 de janeiro de 2016   | 3.71                |
| 35           | 12           | "Fast Lane" "(Pista Rápida)" (BR)                                         | Rachel Talalay      | História por : Brooke Eikmeier Roteiro por : Kai Yu Wu & Joe Peracchio                             | 2 de fevereiro de 2016  | 3.66                |
| 36           | 13           | "Welcome to Earth-2" "(Bem-Vindos à Terra-2)" (BR)                        | Millicent Shelton   | História por : Greg Berlanti & Andrew Kreisberg Roteiro por : Katherine Walczak                    | 9 de fevereiro de 2016  | 3.96                |
| 37           | 14           | "Escape from Earth-2" "(Fuga da Terra-2)" (BR)                            | JJ Makaro           | História por : Todd Helbing & Aaron Helbing Roteiro por : David Kob                                | 16 de fevereiro de 2016 | 3.90                |
| 38           | 15           | "King Shark" "(Tubarão-Rei)" (BR)                                         | Hanelle Culpepper   | Benjamin Raab & Deric A. Hughes                                                                    | 23 de fevereiro de 2016 | 3.80                |
| 39           | 16           | "Trajectory" "(Trajetória)" (BR)                                          | Glen Winter         | Lauren Certo & Lilah Vandenburgh                                                                   | 22 de março de 2016     | 3.00                |
| 40           | 17           | "Flash Back" "(Flashback)" (BR)                                           | Alice Troughton     | Aaron Helbing & Todd Helbing                                                                       | 29 de março de 2016     | 3.39                |
| 41           | 18           | "Versus Zoom" "(Contra Zoom)" (BR)                                        | Stefan Pleszczynski | Joe Peracchio & David Kob                                                                          | 19 de abril de 2016     | 3.03                |
| 42           | 19           | "Back to Normal" "(De Volta ao Normal)" (BR)                              | John F. Showalter   | Brooke Roberts & Katherine Walczak                                                                 | 26 de abril de 2016     | 3.39                |
| 43           | 20           | "Rupture" "(Ruptura)" (BR)                                                | Armen V. Kevorkian  | Kai Yu Wu & Lauren Certo                                                                           | 3 de maio de 2016       | 3.34                |
| 44           | 21           | "The Runaway Dinosaur" "(O Dinossauro Fujão)" (BR)                        | Kevin Smith         | Zack Stentz                                                                                        | 10 de maio de 2016      | 3.52                |
| 45           | 22           | "Invincible" "(Invencível)" (BR)                                          | Jesse Warn          | História por : Greg Berlanti & Andrew Kreisberg Roteiro por : Brooke Roberts & David Kob           | 17 de maio de 2016      | 3.37                |
| 46           | 23           | "The Race of His Life" "(A Corrida de Sua Vida)" (BR)                     | Antonio Negret      | Aaron Helbing & Todd Helbing                                                                       | 24 de maio de 2016      | 3.35                |

### 3.ª temporada (2016–17)
| N.º na série | N.º na temp. | Título                                                                        | Dirigido por         | Escrito por                                                                                     | Exibição original       | Audiência (milhões) |
| ------------ | ------------ | ----------------------------------------------------------------------------- | -------------------- | ----------------------------------------------------------------------------------------------- | ----------------------- | ------------------- |
| 47           | 1            | "Flashpoint" "(Ponto de Ignição)" (BR)                                        | Jesse Warn           | História por : Greg Berlanti & Andrew Kreisberg Roteiro por : Andrew Kreisberg & Brooke Roberts | 4 de outubro de 2016    | 3.17                |
| 48           | 2            | "Paradox" "(Paradoxo)" (BR)                                                   | Ralph Hemecker       | Aaron Helbing & Todd Helbing                                                                    | 11 de outubro de 2016   | 2.80                |
| 49           | 3            | "Magenta" "(Magenta)" (BR)                                                    | Armen V. Kevorkian   | Judalina Neira & David Kob                                                                      | 18 de outubro de 2016   | 2.67                |
| 50           | 4            | "The New Rogues" "(Os Novos Trapaceiros)" (BR)                                | Stefan Pleszczynski  | Benjamin Raab & Deric A. Hughes                                                                 | 25 de outubro de 2016   | 2.80                |
| 51           | 5            | "Monster" "(Monstro)" (BR)                                                    | C. Kim Miles         | Zack Stentz                                                                                     | 1 de novembro de 2016   | 2.77                |
| 52           | 6            | "Shade" "(Penumbra)" (BR)                                                     | JJ Makaro            | Emily Silver & David Kob                                                                        | 15 de novembro de 2016  | 3.01                |
| 53           | 7            | "Killer Frost" "(Nevasca)" (BR)                                               | Kevin Smith          | História por : Judalina Neira Roteiro por : Andrew Kreisberg & Brooke Roberts                   | 22 de novembro de 2016  | 2.95                |
| 54           | 8            | "Invasion!" "(Invasão!)" (BR)                                                 | Dermott Downs        | História por : Greg Berlanti & Andrew Kreisberg Roteiro por : Aaron Helbing & Todd Helbing      | 29 de novembro de 2016  | 4.15                |
| 55           | 9            | "The Present" "(O Presente)" (BR)                                             | Rachel Talalay       | História por : Aaron Helbing & Todd Helbing Roteiro por : Lauren Certo                          | 6 de dezembro de 2016   | 3.14                |
| 56           | 10           | "Borrowing Problems from the Future" "(Problemas Emprestados do Futuro)" (BR) | Millicent Shelton    | Grainne Godfree & David Kob                                                                     | 24 de janeiro de 2017   | 2.68                |
| 57           | 11           | "Dead or Alive" "(Morto ou Vivo)" (BR)                                        | Harry Jierjian       | História por : Benjamin Raab & Deric A. Hughes Roteiro por : Zack Stentz                        | 31 de janeiro de 2017   | 3.06                |
| 58           | 12           | "Untouchable" "(Intocável)" (BR)                                              | Rob Hardy            | Brooke Roberts & Judalina Neira                                                                 | 7 de fevereiro de 2017  | 2.91                |
| 59           | 13           | "Attack on Gorilla City" "(Ataque na Cidade Gorila)" (BR)                     | Dermott Daniel Downs | História por : Andrew Kreisberg Roteiro por : Aaron Helbing & David Kob                         | 21 de fevereiro de 2017 | 2.78                |
| 60           | 14           | "Attack on Central City" "(Ataque em Central City)" (BR)                      | Dermott Daniel Downs | História por : Todd Helbing Roteiro por : Benjamin Raab & Deric A. Hughes                       | 28 de fevereiro de 2017 | 2.87                |
| 61           | 15           | "The Wrath of Savitar" "(A Ira de Savitar)" (BR)                              | Alexandra La Roche   | Andrew Kreisberg & Andrew Wilder                                                                | 7 de março de 2017      | 2.52                |
| 62           | 16           | "Into the Speed Force" "(Entrando na Força de Aceleração)" (BR)               | Gregory Smith        | Brooke Roberts & Judalina Neira                                                                 | 14 de março de 2017     | 2.39                |
| 63           | 17           | "Duet" "(Dueto)" (BR)                                                         | Dermott Daniel Downs | História por : Greg Berlanti & Andrew Kreisberg Roteiro por : Aaron Helbing & Todd Helbing      | 21 de março de 2017     | 2.71                |
| 64           | 18           | "Abra Kadabra" "(Abra Kadabra)" (BR)                                          | Nina Lopez-Corrado   | História por : Andrew Kreisberg Roteiro por : Brooke Roberts & David Kob                        | 28 de março de 2017     | 2.39                |
| 65           | 19           | "The Once and Future Flash" "(O Único e Eterno Flash)" (BR)                   | Tom Cavanagh         | Carina Adly MacKenzie                                                                           | 25 de abril de 2017     | 2.67                |
| 66           | 20           | "I Know Who You Are" "(Eu Sei Quem Você É)" (BR)                              | Hanelle Culpepper    | Bronwen Clark & Joshua V. Gilbert                                                               | 2 de maio de 2017       | 2.69                |
| 67           | 21           | "Cause and Effect" "(Causa e Efeito)" (BR)                                    | David McWhirter      | Judalina Neira & Lauren Certo                                                                   | 9 de maio de 2017       | 2.71                |
| 68           | 22           | "Infantino Street" "(Rua Infantino)" (BR)                                     | Michael Allowitz     | História por : Andrew Kreisberg Roteiro por : Grainne Godfree                                   | 16 de maio de 2017      | 2.48                |
| 69           | 23           | "Finish Line" "(Linha de Chegada)" (BR)                                       | David McWhirter      | Aaron Helbing & Todd Helbing                                                                    | 23 de maio de 2017      | 3.04                |

### 4.ª temporada (2017–18)
| N.º na série | N.º na temp. | Título                                                                 | Dirigido por        | Escrito por                                                                  | Exibição original       | Audiência (milhões) |
| ------------ | ------------ | ---------------------------------------------------------------------- | ------------------- | ---------------------------------------------------------------------------- | ----------------------- | ------------------- |
| 70           | 1            | "The Flash Reborn" "(O Flash Renascido)" (BR)                          | Glen Winter         | História por : Andrew Kreisberg Roteiro por : Todd Helbing & Eric Wallace    | 10 de outubro de 2017   | 2.84                |
| 71           | 2            | "Mixed Signals" "(Sinais Mistos)" (BR)                                 | Alexandra La Roche  | Jonathan Butler & Gabriel Garza                                              | 17 de outubro de 2017   | 2.54                |
| 72           | 3            | "Luck Be a Lady" "(Que a Sorte Seja uma Mulher)" (BR)                  | Armen V. Kevorkian  | Sam Chalsen & Judalina Neira                                                 | 24 de outubro de 2017   | 2.62                |
| 73           | 4            | "Elongated Journey Into Night" "(Longa Jornada Noite Adentro)" (BR)    | Tom Cavanagh        | Sterling Gates & Thomas Pound                                                | 31 de outubro de 2017   | 1.99                |
| 74           | 5            | "Girls Night Out" "(A Noite das Garotas)" (BR)                         | Laura Belsey        | Lauren Certo & Kristen Kim                                                   | 7 de novembro de 2017   | 2.38                |
| 75           | 6            | "When Harry Met Harry..." "(Quando Harry Conheceu Harry...)" (BR)      | Brent Crowell       | Jonathan Butler & Gabriel Garza                                              | 14 de novembro de 2017  | 2.46                |
| 76           | 7            | "Therefore I Am" "(Portanto, Eu Existo)" (BR)                          | David McWhirter     | Eric Wallace & Thomas Pound                                                  | 21 de novembro de 2017  | 2.20                |
| 77           | 8            | "Crisis on Earth-X, Part 3" "(Crise na Terra-X, Parte 3)" (BR)         | Dermott Downs       | História por : Andrew Kreisberg & Marc Guggenheim Roteiro por : Todd Helbing | 28 de novembro de 2017  | 2.82                |
| 78           | 9            | "Don't Run" "(Não Corra)" (BR)                                         | Stefan Pleszczynski | Sam Chalsen & Judalina Neira                                                 | 5 de dezembro de 2017   | 2.22                |
| 79           | 10           | "The Trial of The Flash" "(O Julgamento do Flash)" (BR)                | Philip Chipera      | Lauren Certo & Kristen Kim                                                   | 16 de janeiro de 2018   | 2.51                |
| 80           | 11           | "The Elongated Knight Rises" "(O Longo Cavaleiro Surge)" (BR)          | Alexandra La Roche  | Sterling Gates & Thomas Pound                                                | 23 de janeiro de 2018   | 2.12                |
| 81           | 12           | "Honey, I Shrunk Team Flash" "(Querida, Eu Diminui o Time Flash)" (BR) | Chris Peppe         | Sam Chalsen & Judalina Neira                                                 | 30 de janeiro de 2018   | 2.60                |
| 82           | 13           | "True Colors" "(Cores Verdadeiras)" (BR)                               | Tara Nicole Weyr    | Jonathan Butler & Gabriel Garza                                              | 6 de fevereiro de 2018  | 2.28                |
| 83           | 14           | "Subject 9" "(Sujeito 9)" (BR)                                         | Ralph Hemecker      | Mike Alber & Gabe Snyder                                                     | 27 de fevereiro de 2018 | 2.12                |
| 84           | 15           | "Enter Flashtime" "(Entre o Tempo do Flash)" (BR)                      | Gregory Smith       | Todd Helbing & Sterling Gates                                                | 6 de março de 2018      | 2.04                |
| 85           | 16           | "Run, Iris, Run" "(Corre, Iris, Corre)" (BR)                           | Harry Jierjian      | Eric Wallace                                                                 | 13 de março de 2018     | 2.09                |
| 86           | 17           | "Null and Annoyed" "(Nula e Irritada)" (BR)                            | Kevin Smith         | Lauren Certo & Kristen Kim                                                   | 10 de abril de 2018     | 1.82                |
| 87           | 18           | "Lose Yourself" "(Se Perca)" (BR)                                      | Hanelle Culpepper   | Jonathan Butler & Gabriel Garza                                              | 17 de abril de 2018     | 1.88                |
| 88           | 19           | "Fury Rogue" "(O Trapaceiro da Fúria)" (BR)                            | Rachel Talalay      | Joshua V. Gilbert & Jeff Hersh                                               | 24 de abril de 2018     | 1.90                |
| 89           | 20           | "Therefore She Is" "(Portanto, Ela Existe)" (BR)                       | Rob J. Greenlea     | Sterling Gates & Thomas Pound                                                | 1 de maio de 2018       | 1.70                |
| 90           | 21           | "Harry and the Harrisons" "(Harry e os Harrisons)" (BR)                | Kevin Mock          | Judalina Neira & Lauren Certo                                                | 8 de maio de 2018       | 1.74                |
| 91           | 22           | "Think Fast" "(Pense Rápido)" (BR)                                     | Viet Nguyen         | Sam Chalsen & Kristen Kim                                                    | 15 de maio de 2018      | 1.93                |
| 92           | 23           | "We Are the Flash" "(Nós Somos o Flash)" (BR)                          | David McWhirter     | Todd Helbing & Eric Wallace                                                  | 22 de maio de 2018      | 2.16                |

### 5.ª temporada (2018–19)
| N.º na série | N.º na temp. | Título                                                                  | Dirigido por        | Escrito por                                                           | Exibição original       | Audiência (milhões) |
| ------------ | ------------ | ----------------------------------------------------------------------- | ------------------- | --------------------------------------------------------------------- | ----------------------- | ------------------- |
| 93           | 1            | "Nora" "(Nora)" (BR)                                                    | David McWhirter     | Todd Helbing & Sam Chalsen                                            | 9 de outubro de 2018    | 2,08                |
| 94           | 2            | "Blocked" "(Bloqueado)" (BR)                                            | Kim Miles           | Eric Wallace & Judalina Neira                                         | 16 de outubro de 2018   | 1.69                |
| 95           | 3            | "The Death of Vibe" "(A Morte do Vibro)" (BR)                           | Andi Armaganian     | Jonathan Butler & Gabriel Garza                                       | 23 de outubro de 2018   | 1.87                |
| 96           | 4            | "News Flash" "(Notícias de Última Hora)" (BR)                           | Brent Crowell       | Kelly Wheeler & Lauren Certo                                          | 30 de outubro de 2018   | 1.75                |
| 97           | 5            | "All Doll'd Up" "(Tudo Embonecado)" (BR)                                | Phil Chipera        | Thomas Pound & Sterling Gates                                         | 13 de novembro de 2018  | 1.73                |
| 98           | 6            | "The Icicle Cometh" "(A Vinda do Geada)" (BR)                           | Chris Peppe         | Kristen Kim & Joshua V. Gilbert                                       | 20 de novembro de 2018  | 1.60                |
| 99           | 7            | "O Come, All Ye Thankful" "(Venham, Todos os Gratos)" (BR)              | Sarah Boyd          | Jonathan Butler & Gabriel Garza                                       | 27 de novembro de 2018  | 1.79                |
| 100          | 8            | "What's Past Is Prologue" "(O Que é Passado é Prólogo)" (BR)            | Tom Cavanagh        | Todd Helbing & Lauren Certo                                           | 4 de dezembro de 2018   | 1.78                |
| 101          | 9            | "Elseworlds, Part 1" "(Outros Mundos, Parte 1)" (BR)                    | Kevin Tacharoen     | Eric Wallace & Sam Chalsen                                            | 9 de dezembro de 2018   | 1.83                |
| 102          | 10           | "The Flash & the Furious" "(O Flash & os Furiosos)" (BR)                | David McWhirter     | Kelly Wheeler & Sterling Gates                                        | 15 de janeiro de 2019   | 1.64                |
| 103          | 11           | "Seeing Red" "(Visto Vermelho)" (BR)                                    | Marcus Stokes       | Judalina Neira & Thomas Pound                                         | 22 de janeiro de 2019   | 1.88                |
| 104          | 12           | "Memorabilia" "(Memorabilia)" (BR)                                      | Rebecca Johnson     | Sam Chalsen & Kristen Kim                                             | 29 de janeiro de 2019   | 2.04                |
| 105          | 13           | "Goldfaced" "(Aureado)" (BR)                                            | Alexandra LaRoche   | Jonathan Butler & Gabriel Garza                                       | 5 de fevereiro de 2019  | 1.89                |
| 106          | 14           | "Cause and XS" "(Causa e XS)" (BR)                                      | Rachel Talalay      | Todd Helbing & Jeff Hersh                                             | 12 de fevereiro de 2019 | 1.71                |
| 107          | 15           | "King Shark vs. Gorilla Grodd" "(Tubarão-Rei vs. Gorila Grodd)" (BR)    | Stefan Pleszczynski | Eric Wallace & Lauren Certo                                           | 5 de março de 2019      | 1.67                |
| 108          | 16           | "Failure Is an Orphan" "(A Falha é uma Órfã)" (BR)                      | Viet Nguyen         | Zack Stentz                                                           | 12 de março de 2019     | 1.55                |
| 109          | 17           | "Time Bomb" "(Bomba Relógio)" (BR)                                      | Rob Greenlea        | Kristen Kim & Sterling Gates                                          | 19 de março de 2019     | 1.64                |
| 110          | 18           | "Godspeed" "(Godspeed)" (BR)                                            | Danielle Panabaker  | Judalina Neira & Kelly Wheeler                                        | 16 de abril de 2019     | 1.31                |
| 111          | 19           | "Snow Pack" "(Pacote de Neve)" (BR)                                     | Jeff Cassidy        | Jonathan Butler & Gabriel Garza                                       | 23 de abril de 2019     | 1.63                |
| 112          | 20           | "Gone Rogue" "(Virando Trapaceiro)" (BR)                                | Kristin Windell     | Sam Chalsen & Joshua V. Gilbert                                       | 30 de abril de 2019     | 1.37                |
| 113          | 21           | "The Girl with the Red Lightning" "(A Garota com o Raio Vermelho)" (BR) | Stefan Pleszczynski | Judalina Neira & Thomas Pound                                         | 7 de maio de 2019       | 1.45                |
| 114          | 22           | "Legacy" "(Legado)" (BR)                                                | Gregory Smith       | História por : Lauren Certo Roteiro por : Todd Helbing & Eric Wallace | 14 de maio de 2019      | 1.53                |

### 6.ª temporada (2019–20)
| Sangue e Verdade              |    |                                                                                                |                     |                                                                         |                         |      |
| 115                           | 1  | "Into The Void" "(Salto no Vazio)" (BR)                                                        | Gregory Smith       | Eric Wallace & Kelly Wheeler                                            | 8 de outubro de 2019    | 1.62 |
| 116                           | 2  | "A Flash of the Lightning" "(O Clarão de um Relâmpago)" (BR)                                   | Chris Peppe         | Sam Chalsen & Jeff Hersh                                                | 15 de outubro de 2019   | 1.27 |
| 117                           | 3  | "Dead Man Running" "(Um Morto que Corre)" (BR)                                                 | Sarah Boyd          | Lauren Barnett & Thomas Pound                                           | 22 de outubro de 2019   | 1.38 |
| 118                           | 4  | "There Will Be Blood" "(O Sangue Vai Correr)" (BR)                                             | Marcus Stokes       | Lauren Certo & Sterling Gates                                           | 29 de outubro de 2019   | 1.48 |
| 119                           | 5  | "Kiss Kiss Breach Breach" "(Beijo Beijo Brecha Brecha)" (BR)                                   | Menhaj Huda         | Kelly Wheeler & Joshua V. Gilbert                                       | 5 de novembro de 2019   | 1.19 |
| 120                           | 6  | "License To Elongate" "(Licença para Alongar)" (BR)                                            | Danielle Panabaker  | Thomas Pound & Jeff Hersh                                               | 19 de novembro de 2019  | 1.29 |
| 121                           | 7  | "The Last Temptation of Barry Allen, PT. 1" "(A Última Tentação de Barry Allen, Parte 1)" (BR) | Chad Lowe           | Jonathan Butler & Gabriel Garza                                         | 26 de novembro de 2019  | 1.17 |
| 122                           | 8  | "The Last Temptation of Barry Allen, PT. 2" "(A Última Tentação de Barry Allen, Parte 2)" (BR) | Michael Nankin      | Kristen Kim & Joshua V. Gilbert                                         | 3 de dezembro de 2019   | 1.32 |
| 123                           | 9  | "Crisis on Infinite Earths, Part 3" "(Crise nas Infinitas Terras, Parte 3)" (BR)               | David McWhirter     | História por : Eric Wallace Roteiro por : Lauren Certo & Sterling Gates | 10 de dezembro de 2019  | 1.73 |
| Romance Gráfico Sem Título #2 |    |                                                                                                |                     |                                                                         |                         |      |
| 124                           | 10 | "Marathon" "(Maratona)" (BR)                                                                   | Stefan Pleszczynski | Sam Chalsen & Lauren Barnett                                            | 4 de fevereiro de 2020  | 1.29 |
| 125                           | 11 | "Love is a Battlefield" "(O Amor é um Campo de Batalha)" (BR)                                  | Sudz Sutherland     | Kelly Wheeler & Jeff Hersh                                              | 11 de fevereiro de 2020 | 1.13 |
| 126                           | 12 | "A Girl Named Sue" "(Uma Garota Chamada Sue)" (BR)                                             | Chris Peppe         | Thomas Pound & Lauren Certo                                             | 18 de fevereiro de 2020 | 1.10 |
| 127                           | 13 | "Grodd Friended Me" "(Grodd Me Aceitou como Amigo)" (BR)                                       | Stefan Pleszczynski | Kristen Kim & Joshua V. Gilbert                                         | 25 de fevereiro de 2020 | 1.17 |
| 128                           | 14 | "The Death of Speedforce" "(A Morte da Força de Aceleração)" (BR)                              | Brent Crowell       | Sam Chalsen & Emily Palizzi Gilbert                                     | 10 de março de 2020     | 1.03 |
| 129                           | 15 | "The Exorcism of Nash Wells" "(O Exorcismo de Nash Wells)" (BR)                                | Eric Dean Seaton    | Lauren Barnett & Sterling Gates                                         | 17 de março de 2020     | 1.19 |
| 130                           | 16 | "So Long and Goodnight" "(Até Logo e Boa Noite)" (BR)                                          | Alexandra La Roche  | Kristen Kim & Thomas Pound                                              | 21 de abril de 2020     | 1.09 |
| 131                           | 17 | "Liberation" "(Libertação)" (BR)                                                               | Jeff Byrd           | Jonathan Butler & Gabriel Garza                                         | 28 de abril de 2020     | 1.18 |
| 132                           | 18 | "Pay the Piper" "(Pague o Flautista)" (BR)                                                     | Amanda Tapping      | Jess Carson                                                             | 5 de maio de 2020       | 1.22 |
| 133                           | 19 | "Success is Assured" "(Sucesso Garantido)" (BR)                                                | Phil Chipera        | Kelly Wheeler & Lauren Barnett                                          | 12 de maio de 2020      | 1.08 |

### 7.ª temporada (2021)
| Graphic Novel # 2: Reflexões e mentiras (cont.) |    |                                                                             |                     |                                                                              |                     |      |
| 134                                             | 1  | "All's Well That Ends Wells" "(Tudo Está Bem Quando Termina em Wells)" (BR) | Alexandra La Roche  | Sam Chalsen & Lauren Certo                                                   | 2 de março de 2021  | 1.00 |
| 135                                             | 2  | "The Speed of Thought" "(A Velocidade do Pensamento)" (BR)                  | Stefan Pleszczynski | Jonathan Butler & Gabriel Garza                                              | 9 de março de 2021  | 0.99 |
| 136                                             | 3  | "Mother" "(Mãe)" (BR)                                                       | David McWhirter     | Eric Wallace & Kristen Kim                                                   | 16 de março de 2021 | 0.98 |
| Graphic Novel #3: Complexo de deus              |    |                                                                             |                     |                                                                              |                     |      |
| 137                                             | 4  | "Central City Strong" "(Central City Forte)" (BR)                           | Jeff Byrd           | História por: Kristen Kim Roteiro por: Joshua V. Gilbert e Jeff Hersh        | 23 de março de 2021 | 0.98 |
| 138                                             | 5  | "Fear Me" "(Tenha Medo de Mim)" (BR)                                        | David McWhirter     | História por: Thomas Pound Roteiro por: Lauren Barnett e Christina M. Walker | 30 de março de 2021 | 0.91 |
| 139                                             | 6  | "The One With The Nineties" "(Aquele com os anos noventa)" (BR)             | Jeff Byrd           | Kelly Wheeler & Emily Palizzi                                                | 6 de abril de 2021  | 0.97 |
| 140                                             | 7  | "Growing Pains" "(Crescentes Dores)" (BR)                                   | Alexandra La Roche  | Sam Chalsen & Jess Carson                                                    | 13 de abril de 2021 | 0.89 |
| 141                                             | 8  | "The People V. Killer Frost"                                                | Sudz Sutherland     | Jonathan Butler & Gabriel Garza                                              | 4 de maio de 2021   | 0.74 |
| 142                                             | 9  | "Timeless" "(Eterno)" (BR)                                                  | Menhaj Huda         | Kristen Kim & Joshua V. Gilbert                                              | 11 de maio de 2021  | 0.74 |
| 143                                             | 10 | "Family Matters, Part 1" "(Família Matters, Parte 1)" (BR)                  | Philip Chipera      | Lauren Barnett & Emily Palizzi                                               | 18 de maio de 2021  | 0.67 |
| 144                                             | 11 | "Family Matters, Part 2" "(Família Matters, Parte 2)" (BR)                  | Chad Lowe           | História por: Jonathan Butler e Gabriel Garza Roteiro por: Thomas Pound      | 25 de maio de 2021  | 0.64 |
| Interlúdio                                      |    |                                                                             |                     |                                                                              |                     |      |
| 145                                             | 12 | "Good-Bye Vibrations" "(Vibrações de adeus)" (BR)                           | Philip Chipera      | Kelly Wheeler & Jeff Hersh                                                   | 8 de junho de 2021  | 0.74 |
| 146                                             | 13 | "Masquerade" "(Mascarada)" (BR)                                             | Rachel Talalay      | Sam Chalsen & Christina M. Walker                                            | 15 de junho de 2021 | 0.76 |
| 147                                             | 14 | "Rayo de Luz" "(Raio de Luz)" (BR)                                          | Danielle Panabaker  | História por: Jess Carson Roteiro por: Jonathan Butler & Gabriel Garza       | 22 de junho de 2021 | N/A  |
| Graphic Novel #4:                               |    |                                                                             |                     |                                                                              |                     |      |
| 148                                             | 15 | "Enemy at the Gates" "(Inimigo nos portões)" (BR)                           | Geoff Shotz         | História por: Joshua V. Gilbert Roteiro por: Thomas Pound                    | 29 de junho de 2021 | TBA  |
| 149                                             | 16 | "P.O.W"                                                                     | Marcus Stokes       | Kristen Kim & Dan Fisk                                                       | 6 de julho de 2021  | TBA  |
| 150                                             | 17 | "Heart of the Matter, Part 1"                                               | Eric Dean Seaton    | Eric Wallace & Lauren Barnett                                                | 13 de julho de 2021 | TBA  |
| 151                                             | 18 | "Heart of the Matter, Part 2"                                               | Marcus Stokes       | Eric Wallace & Kelly Wheeler                                                 | 20 de julho de 2021 | TBA  |

### 8.ª temporada (2021-22)
| Graphic Novel # 5: Armageddon (cont.) |   |                      |                    |                                 |                        |     |
| 152                                   | 1 | "Armageddon, Part 1" | Alexandra La Roche | Eric Wallace                    | 16 de novembro de 2021 | ASD |
| 153                                   | 2 | "Armageddon, Part 2" | Menhaj Huda        | Jonathan Butler & Gabriel Garza | 23 de novembro de 2021 | ASD |
| 154                                   | 3 | "Armageddon, Part 3" | Chris peppe        | Sam Chalsen                     | 30 de novembro de 2021 | ASD |
| 155                                   | 4 | "Armageddon, Part 4" | Chad Lowe          | Lauren Barnett                  | 7 de dezembro de 2021  | ASD |
| 156                                   | 5 | "Armageddon, Part 5" | Menhaj Huda        | Kristen Kim                     | 14 de dezembro de 2021 | ASD |

### 9.ª temporada (2023)
| Parte Novela Gráfica #8 |   |                                     |                 |                                   |                         |           |      |
| 172                     | 1 | "Wednesday Ever After"              | Vanessa Parise  | ASA                               | 8 de fevereiro de 2023  | T27.14901 | 0.51 |
| 173                     | 2 | "Hear No Evil"                      | Eric Wallace    | Jonathan Butler & Kristen Kim     | 15 de fevereiro de 2023 | ASA       | ASD  |
| 174                     | 3 | "Rogues of War"                     | Brenton Spencer | ASA                               | 22 de fevereiro de 2023 | ASA       | ASD  |
| 175                     | 4 | "The Mask of the Red Death, Part 1" | Menhaj Huda     | Joshua V. Gilbert & Emily Palizzi | 1 de março de 2023      | ASA       | ASD  |

## Mídia doméstica
| Temporada | Datas de lançamento de DVD | Datas de lançamento de DVD | Datas de lançamento de DVD | Datas de lançamento do Blu-ray | Datas de lançamento do Blu-ray |
| Temporada | Região 1                   | Região 2                   | Região 4                   | Região A                       | Região B                       |
| --------- | -------------------------- | -------------------------- | -------------------------- | ------------------------------ | ------------------------------ |
| 1         | 22 de setembro de 2015     | 21 de setembro de 2015     | 23 de setembro de 2015     | 22 de setembro de 2015         | 21 de setembro de 2015         |
| 2         | 6 de setembro de 2016      | 12 de setembro de 2016     | 7 de setembro de 2016      | 6 de setembro de 2016          | 12 de setembro de 2016         |
| 3         | 5 de setembro de 2017      | 11 de setembro de 2017     | 6 de setembro de 2017      | 5 de setembro de 2017          | 11 de setembro de 2017         |
| 4         | 28 de agosto de 2018       | 24 de setembro de 2018     | 27 de agosto de 2018       | 28 de agosto de 2018           | 24 de setembro de 2018         |
| 5         | 27 de agosto de 2019       | 23 de setembro de 2019     | 28 de agosto de 2019       | 27 de agosto de 2019           | 23 de setembro de 2019         |
| 6         | 25 de agosto de 2020       | 24 de agosto de 2020       | TBA                        | 25 de agosto de 2020           | 24 de agosto de 2020           |